# Среднее Тьюки
Среднее Тьюки (средневзвешенное Тьюки) представляет собой  меру центральной тенденции, относящуюся к разряду устойчивых (робастных) мер. Расчет среднего Тьюки может носить как одношаговый, так и итерационный характер.
Взвешенное среднее Тьюки — М-оценка среднего значения выборки, устойчивая к наличию выбросов. Алгоритм вычисления оценки носит итерационный характер. До достижения сходимости повторяются следующие шаги:
1. Вычисляется оценка среднего значения выборки (в начале работы алгоритма — обычная медиана).
2. Определяются расстояния от вычисленного среднего до каждого элемента выборки. Согласно этим расстояниям, элементам выборки присваиваются различные веса, с учётом которых среднее значение пересчитывается. Характер весовой функции таков, что наблюдения, отстоящие от среднего достаточно далеко, не вносят большого вклада в значение взвешенного среднего.

Часто используют только одну итерацию вычисления оценки.